# Single Point of Truth
Single Point of Truth (SPOT) (auch Single Source of Truth SSOT) deutsch „der einzige Punkt der Wahrheit“, ist ein Prinzip des Datenmanagement und der Softwaretechnik. Es besagt, einen allgemeingültigen Datenbestand zu haben, der den Anspruch hat, korrekt zu sein und auf den man sich verlassen kann. Ein Datenmodell, in dem ein allgemeingültiger Datenbestand verfügbar gemacht werden soll, mit der notwendigen Datenqualität und Verlässlichkeit, ist vor allem dann wichtig, wenn Daten redundant gehalten werden.

## Beschreibung
Data Warehouses enthalten kopierte und somit redundante Daten. Ihr Inhalt mit aus beliebigen Datenquellen extrahierten und ggf. durch Bereinigung und Transformation veredelten Daten kann ganz oder teilweise als Single Point of Truth definiert werden. Wenn alle Auswertungen (Analysen und weitere Applikationen) auf diesen integrierten Datenbestand zurückgreifen, kann vermieden werden, zu widersprüchlichen Aussagen zu kommen.
Für die praktische Umsetzung des SPOT-Prinzips ergeben sich fachliche und technische Anforderungen, wobei die fachlichen (oder betriebswirtschaftlichen) Anforderungen oft größer sind als die Anforderungen an die IT. Da das Data Warehouse, in dem das SPOT-Datenmodell dargestellt wird, technisch bestimmte Funktionen bereitstellen muss, ist es notwendig, dass jemand diese Funktionen als Anforderungen aus fachlicher Sicht definiert. Dazu muss z. B. klargestellt werden, aus welchen Systemen Daten übernommen werden und welche Betrachtungsweisen es geben soll.
Während das SPOT-Prinzip den Umgang mit (gewollter) Redundanz zum Gegenstand hat, zielt das Don’t-repeat-yourself-Prinzip auf die Vermeidung von Redundanz.